# Młodzieżowe Mistrzostwa Europy w Lekkoatletyce 2001
3. Młodzieżowe Mistrzostwa Europy w Lekkoatletyce – zawody lekkoatletyczne dla sportowców do lat 23, które odbyły się w Amsterdamie między 12 i 15 lipca 2001 roku.

## Rezultaty

### Mężczyźni
| Konkurencja           | Złoto                                                                               | Złoto    | Srebro                                                                    | Srebro   | Brąz                                                                              | Brąz     |
| --------------------- | ----------------------------------------------------------------------------------- | -------- | ------------------------------------------------------------------------- | -------- | --------------------------------------------------------------------------------- | -------- |
| 100 m                 | Jonathan Barbour · Wielka Brytania                                                  | 10,26    | Fabrice Calligny · Francja                                                | 10,40    | Przemysław Rogowski · Polska                                                      | 10,45    |
| 200 m                 | Marcin Jędrusiński · Polska                                                         | 20,94    | Łukasz Chyła · Polska                                                     | 20,99    | Mark Howard · Irlandia                                                            | 21,00    |
| 400 m                 | Jurij Borzakowski · Rosja                                                           | 46,06    | Marc-Alexander Scheer · Niemcy                                            | 46,43    | Rafał Wieruszewski · Polska                                                       | 46,57    |
| 800 m                 | Antonio Reina · Hiszpania                                                           | 1:47,74  | Joeri Jansen · Belgia                                                     | 1:47,80  | Nicolas Aissat · Francja                                                          | 1:47,81  |
| 1500 m                | Wolfram Müller · Niemcy                                                             | 3:38,94  | Iwan Heszko · Ukraina                                                     | 3:39,37  | Sergio Gallardo · Hiszpania                                                       | 3:39,50  |
| 5000 m                | Yusef El Nasri · Hiszpania                                                          | 14:02,97 | Dmytro Baranowskyj · Ukraina                                              | 14:03,67 | Balázs Csillag · Węgry                                                            | 14:04,84 |
| 10000 m               | Dmytro Baranowskyj · Ukraina                                                        | 29:13,36 | Koen Raymaekers · Holandia                                                | 29:15,24 | Mattia Maccagnan · Włochy                                                         | 29:15,32 |
| 110 m przez płotki    | Artur Budziłło · Polska                                                             | 13,76    | Felipe Vivancos · Hiszpania                                               | 13,79    | Chris Baillie · Wielka Brytania                                                   | 13,85    |
| 400 m przez płotki    | Matt Elias · Wielka Brytania                                                        | 49,57    | Periklis Jakowakis · Grecja                                               | 49,63    | Mikael Jakobsson · Szwecja                                                        | 50,86    |
| 3000 m z przeszkodami | Paweł Potapowicz · Rosja                                                            | 8:35,85  | Wadim Słobodeniuk · Ukraina                                               | 8:37,09  | Henrik Skoog · Szwecja                                                            | 8:38,27  |
| 4 × 100               | Polska · Tomasz Kondratowicz · Łukasz Chyła · Marcin Płacheta · Przemysław Rogowski | 39,41    | Wielka Brytania · Jonathan Oparka · Jon Barbour · Darren Chin · Ben Lewis | 39,45    | Słowenia · Matic Šušteršič · Matic Osovnikar · Boštjan Fridrih · Rok Orel         | 39,95    |
| 4 × 400               | Wielka Brytania · David Naismith · Adam Potter · James Chatt · Matt Elias           | 3:05,24  | Niemcy · Simon Kirch · Stefan Holz · Ruwen Faller · Marc-Alexander Scheer | 3:05,39  | Rosja · Oleg Miszukow · Maksim Babarykin · Dmitrij Bogdanow · Jewgienij Lebiediew | 3:06,41  |
| Chód na 20 km         | Juan Manuel Molina · Hiszpania                                                      | 1:23:03  | Stiepan Judin · Rosja                                                     | 1:23:10  | José Dominguez · Hiszpania                                                        | 1:23:16  |
| Skok wzwyż            | Rožle Prezelj · Słowenia                                                            | 2,21     | Aleksandr Weriutin · Białoruś                                             | 2,18     | Fabrice Saint Jean · Francja                                                      | 2,18     |
| Skok o tyczce         | Lars Börgeling · Niemcy                                                             | 5,60     | Mikko Latvala · Finlandia                                                 | 5,50     | Giuseppe Gibilisco · Włochy                                                       | 5,50     |
| Skok w dal            | Yann Domenech · Francja                                                             | 8,00     | Wołodomyr Ziuskow · Ukraina                                               | 7,90     | Shahriar Bigdeli · Niemcy                                                         | 7,81     |
| Trójskok              | Christian Olsson · Szwecja                                                          | 17,24    | Igor Spasowchodzki · Rosja                                                | 17,08    | Ionut Punga · Rumunia                                                             | 16,81    |
| Pchnięcie kulą        | Mikuláš Konopka · Słowacja                                                          | 19,79    | Jurij Biełow · Białoruś                                                   | 19,38    | Leszek Śliwa · Polska                                                             | 19,08    |
| Rzut dyskiem          | Zoltán Kővágó · Węgry                                                               | 63,85    | Heinrich Seitz · Niemcy                                                   | 59,50    | Gábor Máté · Węgry                                                                | 59,45    |
| Rzut młotem           | Nicolas Figère · Francja                                                            | 80,88    | Olli-Pekka Karjalainen · Finlandia                                        | 80,54    | Miloslav Konopka · Słowacja                                                       | 76,28    |
| Rzut oszczepem        | Björn Lange · Niemcy                                                                | 80,85    | Aleksandr Baranowskij · Rosja                                             | 76,74    | Jānis Liepa · Łotwa                                                               | 74,26    |
| Dziesięciobój         | André Niklaus · Niemcy                                                              | 8042     | Jaakko Ojaniemi · Finlandia                                               | 7907     | William Frullani · Włochy                                                         | 7871     |

### Kobiety
| Konkurencja           | Złoto                                                                          | Złoto    | Srebro                                                                                 | Srebro   | Brąz                                                                                      | Brąz     |
| --------------------- | ------------------------------------------------------------------------------ | -------- | -------------------------------------------------------------------------------------- | -------- | ----------------------------------------------------------------------------------------- | -------- |
| 100 m                 | Sina Schielke · Niemcy                                                         | 11,52    | Abi Oyepitan · Wielka Brytania                                                         | 11,58    | Johanna Manninen · Finlandia                                                              | 11,61    |
| 200 m                 | Johanna Manninen · Finlandia                                                   | 23,30    | Sina Schielke · Niemcy                                                                 | 23,45    | Ciara Sheehy · Irlandia                                                                   | 23,54    |
| 400 m                 | Antonina Jefremowa · Ukraina                                                   | 52,29    | Helen Thieme · Wielka Brytania                                                         | 52,75    | Aneta Lemiesz · Polska                                                                    | 53,25    |
| 800 m                 | Anna Zagórska · Polska                                                         | 2:07,27  | Irina Somesan · Rumunia                                                                | 2:07,27  | Tatjana Rodionowa · Rosja                                                                 | 2:07,60  |
| 1500 m                | Alesia Turawa · Białoruś                                                       | 4:09,71  | Natalia Rodríguez · Hiszpania                                                          | 4:11,20  | Kelly Caffel · Wielka Brytania                                                            | 4:12,30  |
| 5000 m                | Katalin Szentgyörgyi · Węgry                                                   | 15:40,55 | Anastasija Zubowa · Rosja                                                              | 15:40,78 | Tatjana Chmielowa · Rosja                                                                 | 15:51,88 |
| 10 000 m              | Olga Romanowa · Rosja                                                          | 33:36,03 | Sonja Stolić · Jugosławia                                                              | 33:37,02 | Sabrina Mockenhaupt · Niemcy                                                              | 33:38,38 |
| 100 m przez płotki    | Susanna Kallur · Szwecja                                                       | 12,96    | Jenny Kallur · Szwecja                                                                 | 13,19    | Tessy Prediger · Niemcy                                                                   | 13,31    |
| 400 m przez płotki    | Sylvanie Morandais · Francja                                                   | 56,30    | Aleksandra Pielużek · Polska                                                           | 56,51    | Irena Žauna · Łotwa                                                                       | 57,03    |
| 3000 m z przeszkodami | Melanie Schulz · Niemcy                                                        | 10:03,34 | Lívia Tóth · Węgry                                                                     | 10:04,99 | Sigrid Vanden Bempt · Belgia                                                              | 10:08,46 |
| 4 x 100               | Wielka Brytania · Susan Burnside · Helen Roscoe · Sabrina Scott · Abi Oyepitan | 44,31    | Białoruś · Julija Barcewicz · Aksana Drahun · Alena Nieumiarżycka · Jewgienija Lichuta | 44,64    | Finlandia · Elina Lax · Heidi Hannula · Johanna Manninen · Katja Salivaara                | 44,76    |
| 4 x 400               | Wielka Brytania · Karen Gear · Jenny Meadows · Tracey Duncan · Helen Thieme    | 3:31,74  | Polska · Aleksandra Pielużek · Aneta Lemiesz · Monika Bejnar · Justyna Karolkiewicz    | 3:32,38  | Ukraina · Natalja Żurawljowa · Natalja Sidorenko · Julija Hurtowenko · Antonina Jefremowa | 3:34,16  |
| Chód na 20 km         | Elisa Rigaudo · Włochy                                                         | 1:29:54  | Rita Turawa · Białoruś                                                                 | 1:30:15  | Larissa Sofronowa · Rosja                                                                 | 1:32:06  |
| Skok wzwyż            | Ruth Beitia · Hiszpania                                                        | 1,87     | Marina Kupcowa Candeger Kilincer                                                       | 1,87     |                                                                                           |          |
| Skok o tyczce         | Monika Pyrek · Polska                                                          | 4,40     | Annika Becker · Niemcy                                                                 | 4,40     | Carolin Hingst · Niemcy                                                                   | 4,30     |
| Skok w dal            | Jade Johnson · Wielka Brytania                                                 | 6,52     | Concepción Montaner · Hiszpania                                                        | 6,46     | Aurelie Felix · Francja                                                                   | 6,41     |
| Trójskok              | Irina Wasiliewa · Rosja                                                        | 13,80    | Marija Martinović · Jugosławia                                                         | 13,72    | Amy Zongo · Francja                                                                       | 13,68    |
| Pchnięcie kulą        | Nadzieja Astapczuk · Białoruś                                                  | 19,73    | Lucica Ciobanu · Rumunia                                                               | 17,59    | Kathleen Kluge · Niemcy                                                                   | 17,06    |
| Rzut dyskiem          | Mélina Robert-Michon · Francja                                                 | 58,52    | Ileana Brindusoiu · Rumunia                                                            | 58,25    | Olga Gonczarenko · Białoruś                                                               | 57,71    |
| Rzut młotem           | Manuela Montebrun · Francja                                                    | 66,73    | Sini Pöyry · Finlandia                                                                 | 64,71    | Cecilia Nilsson · Szwecja                                                                 | 64,06    |
| Rzut oszczepem        | Nikolett Szabó · Węgry                                                         | 60,69    | Mercedes Chilla · Hiszpania                                                            | 57,78    | Moonika Aava · Estonia                                                                    | 56,12    |
| Siedmiobój            | Līga Kļaviņa · Łotwa                                                           | 6279     | Swietłana Sokołowa · Rosja                                                             | 6179     | Austra Skujytė · Litwa                                                                    | 6087     |

## Klasyfikacja medalowa
*   Gospodarz ( Holandia)
| Miejsce | Reprezentacja   | Złoto | Srebro | Brąz | Razem |
| ------- | --------------- | ----- | ------ | ---- | ----- |
| 1       | Niemcy          | 6     | 5      | 5    | 16    |
| 2       | Wielka Brytania | 6     | 3      | 2    | 11    |
| 3       | Polska          | 5     | 3      | 4    | 12    |
| 4       | Francja         | 5     | 1      | 4    | 10    |
| 5       | Rosja           | 4     | 6      | 4    | 14    |
| 6       | Hiszpania       | 4     | 4      | 2    | 10    |
| 7       | Węgry           | 3     | 1      | 2    | 6     |
| 8       | Białoruś        | 2     | 4      | 1    | 7     |
| 8       | Ukraina         | 2     | 4      | 1    | 7     |
| 10      | Szwecja         | 2     | 1      | 3    | 6     |
| 11      | Finlandia       | 1     | 4      | 2    | 7     |
| 12      | Włochy          | 1     | 0      | 3    | 4     |
| 13      | Łotwa           | 1     | 0      | 2    | 3     |
| 14      | Słowenia        | 1     | 0      | 1    | 2     |
| 14      | Słowacja        | 1     | 0      | 1    | 2     |
| 16      | Rumunia         | 0     | 3      | 1    | 4     |
| 17      | Jugosławia      | 0     | 2      | 0    | 2     |
| 18      | Belgia          | 0     | 1      | 1    | 2     |
| 19      | Holandia*       | 0     | 1      | 0    | 1     |
| 19      | Turcja          | 0     | 1      | 0    | 1     |
| 19      | Grecja          | 0     | 1      | 0    | 1     |
| 22      | Irlandia        | 0     | 0      | 2    | 2     |
| 23      | Litwa           | 0     | 0      | 1    | 1     |
| 23      | Estonia         | 0     | 0      | 1    | 1     |
| Razem   | Razem           | 44    | 45     | 43   | 132   |

## Występy Polaków
- Osobny artykuł: Polska na Młodzieżowych Mistrzostwach Europy w Lekkoatletyce 2001.